# Nevé Zohar
Nevé Zohar (en hebreo: נווה זוהר‎, lit. 'Oasis de Zohar') es un asentamiento comunitario ubicado en el distrito Sur de Israel. Situado en las orillas del mar Muerto, alrededor de 18 km al sureste de Arad, recae bajo la jurisdicción del concejo regional de Tamar. En 2023 tenía una población de 182 habitantes.

## Historia
Nevé Zohar fue fundado en 1964 como un lugar de alojamiento para los trabajadores de las fábricas de la empresa industrial israelí Dead Sea Works, aunque su ubicación inmediata fue una importante conexión de transporte durante numerosos períodos históricos. Nevé Zohar toma su nombre del arroyo Zohar, que fluye en el lado sur del asentamiento, desembocando en el mar Muerto.
En 2008, Nevé Zohar tenía una población de 30 familias.
El pueblo tiene una escuela primaria regional y un museo (Beit HaYotser, literalmente "casa del alfarero" o "casa del artista-creador") que muestran elementos relacionados con el Mar Muerto. Un aeródromo no utilizado está situado ligeramente al sureste de la aldea.